# Hebreos 4

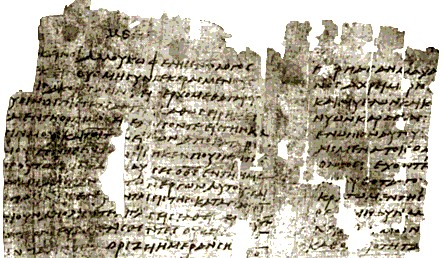
Epístola a los Hebreos 4:2ff en dos columnas del Papiro 13 (AD. 225-250).

Hebreos 4 es el cuarto capítulo de la Epístola a los Hebreos del Nuevo Testamento de la Biblia cristiana . El autor es anónimo, aunque la referencia interna a «nuestro hermano Timoteo» (Hebreos 13:23) provoca una atribución tradicional a Pablo, pero esta atribución se discute desde el siglo II y no hay pruebas decisivas de la autoría.{ Este capítulo contiene una exhortación a seguir adelante hacia el «Descanso de Dios» y una reflexión sobre el poder de la Palabra de Dios.

## Texto
El texto original fue escrito en griego koiné. Este capítulo está dividido en 16 Versículos.

### Testigos textuales
Algunos Manuscritos bíblicos#Manuscritos del Nuevo Testamento tempranos que contienen el texto de este capítulo son:
- Papiro 46 (175-225; completo)[5]
- Papiro 13 (225-250; completo)[5]
- Códice Vaticano (325-350)
- Codex Sinaiticus (330-360)
- Codex Alexandrinus (400-440)
- Codex Ephraemi Rescriptus (~450; completo)
- Codex Freerianus (~450; existen los versículos 3-6, 12-14)
- Codex Claromontanus (~550)
- Codex Coislinianus (~550; existen los versículos 12-15)